# Вилебрук
 Тази статия е за селището в Белгия.  За канала вижте Вилебрук (канал).  
Вилебрук (на нидерландски: Willebroek) е селище в Северна Белгия, окръг Мехелен на провинция Антверпен. Разположено е на десния бряг на река Схелде, на 8 km северозападно от град Мехелен. Населението му е около 23 000 души (2006).
Селището е крайна точка на канала Вилебрук, свързващ Брюксел с река Схелде. На територията на Вилебрук се намира историческата крепост Брендонк.